# Moritz Bleibtreu
Moritz Johann Bleibtreu (München, 13 augustus 1971) is een Duits film- en televisieacteur. Hij won onder meer een Zilveren Beer op het Filmfestival Berlijn voor zijn rol in Elementarteilchen uit 2006, internationaal verschenen als Elementary Particles. Hoewel Bleibtreu voornamelijk Duitstalige personages speelt, verschijnt hij ook in Engelstalige films als Adam Resurrected en Speed Racer (beide in 2008).
Bleibtreu spreekt naast Duits ook Engels, Frans en Italiaans. In 2003 leende hij zijn stem aan het personage Denahi voor de in het Duits nagesynchroniseerde versie van de tekenfilm Brother Bear.
Bleibtrau is de zoon van het uit Oostenrijk afkomstige echtpaar Hans Brenner en Monica Bleibtreu, die beiden ook in diverse films speelden, evenals zijn grootmoeder Hedwig Bleibtreu. Hij werd in november 2008 voor het eerst zelf vader, toen zijn vriendin Annika beviel van een zoontje.

## Filmografie

### Bioscoop
- 1980: Ich hatte einen Traum
- 1994: Einfach nur Liebe
- 1995: Kabel und Liebe
- 1995: Stadtgespräch
- 1996: Der kalte Finger
- 1997: Kabel und Liebe
- 1997: Back in Trouble
- 1997: Knockin' on Heaven's Door
- 1998: Liebe deine Nächste!
- 1998: Lola rennt
- 1999: Luna Papa
- 2000: Fandango - Members only
- 2000: Im Juli.
- 2001: Das Experiment
- 2001: Lammbock - Alles in Handarbeit
- 2001: Taking Sides - Der Fall Furtwängler
- 2001: The Invisible Circus
- 2002: Solino
- 2004: Agnes und seine Brüder
- 2004: Fakiren fra Bilbao
- 2004: Germanikus
- 2004: C(r)ook
- 2005: The Keeper: The Legend of Omar Khayyam
- 2005: Vom Suchen und Finden der Liebe
- 2006: Elementarteilchen
- 2006: Le concile de pierre
- 2006: Munich
- 2007: Free Rainer - Dein Fernseher lügt
- 2007: Das Haus der Lerchen
- 2007: La masseria delle allodole
- 2007: The Walker
- 2008: Adam Resurrected
- 2008: Chiko
- 2008: Female Agents - Geheimkommando Phoenix
- 2008: Der Baader Meinhof Komplex
- 2008: Les femmes de l'ombre
- 2008: Speed Racer
- 2008: Ein Leben für ein Leben - Adam Resurrected
- 2009: Lippels Traum
- 2009: Soul Kitchen
- 2010: Jerry Cotton
- 2010: Jew Suss: Rise and Fall
- 2010: Zeiten ändern Dich
- 2010: Goethe!
- 2010: Engel des Bösen
- 2010: Gegengerade
- 2011: Mein bester Feind
- 2011: 360
- 2012: Die vierte Macht
- 2012: Schutzengel
- 2013: Quellen des Lebens
- 2013: World War Z
- 2013: Vijay und ich – Meine Frau geht fremd mit mir
- 2013: The Fifth Estate
- 2013: Die schwarzen Brüder
- 2014: Nicht mein Tag
- 2014: Stereo
- 2014: The Cut
- 2015: Woman in Gold
- 2015: Rico, Oskar und das Herzgebreche
- 2015: Die dunkle Seite des Mondes
- 2015: Kill Your Friends
- 2016: Das kalte Herz
- 2017: Es war einmal in Deutschland …
- 2017: Lommbock
- 2017: Nur Gott kann mich richten
- 2018: Abgeschnitten
- 2019: Roads
- 2019: Ich war noch niemals in New York
- 2020: Cortex (ook regie)
- 2023: Caveman
- 2023: Manta Manta – Zwoter Teil

### Televisiefilms
- 1986: Mit meinen heißen Tränen (driedeler)
- 1994: Unschuldsengel
- 1995: Kinder des Satans
- 1996: Jackpot
- 1997: Kind zu vermieten
- 1998: Das Gelbe vom Ei

### Televisieseries
- 1977-1982: Neues aus Uhlenbush (2 afleveringen)
- 1993: Schulz & Schulz V – Fünf vor zwölf
- 1994: Geheim – oder was?!
- 1995: Evelyn Hamanns Geschichten aus dem Leben - Völlig aus der Bahn
- 1996: Die Gang (13 afleveringen)
- 2005: Durch die Nacht mit … - Moritz Bleibtreu und Oliver Pocher
- 2015–2019: SCHULD nach Ferdinand von Schirach (14 afleveringen)
- 2016: Blockbustaz - Versicherung
- 2017: Die Protokollantin (5 afleveringen)
- 2019: M – Eine Stadt sucht einen Mörder (6 afleveringen)
- 2021: Blackout (6 afleveringen)
- 2021: Faking Hitler (miniserie)
- 2023: Transatlantic
- 2023: LOL: Last One Laughing (4e seizoen)

### Synchroonrollen
- 2004: Bärenbrüder (Brother Bear) als Denahi voor Jason Raize
- 2006: Bärenbrüder 2 (Brother Bear 2) als Denahi voor Jason Raize
- 2010: Rapunzel – Neu verföhnt (Tangled) als Eugene Fitzherbert / Flynn Rider (spraak) voor Zachary Levi
- 2015: Just Cause 3 (videospel) als Rico Rodriguez

## Dokumentaire film
- Als Schauspieler geboren – Moritz Bleibtreu. Dokumentaire film, Duitsland, 2011, 43 Min., Scenario en regie: Ulrike Bremer, Productie: arte, Eerste uitzending: 26 augustus 2012 bij arte, samenvatting van ARD met foto's.

- Bibsys: 50123
- Biblioteca Nacional de España: XX1553139
- Bibliothèque nationale de France: cb14156641m (data)
- CiNii: DA14043012
- Gemeinsame Normdatei: 124512887
- International Standard Name Identifier: 0000 0001 1443 7834
- Library of Congress Control Number: no00005096
- MusicBrainz: 89c39aa4-43a5-4834-ab72-8fe7412212af
- Nationale Bibliotheek van Tsjechië: pna2004259318
- Nationale Bibliotheek van Israël: 987007460207305171
- Nationale Bibliotheek van Polen: a0000001281572
- Nederlandse Thesaurus van Auteursnamen: 242350852
- Système universitaire de documentation: 060330090
- Virtual International Authority File: 51226398
- WorldCat: E39PBJkp3CyRGyq6qHV8tr9MT3